# Okonomiyaki
L’okonomiyaki (お好み焼き, okonomiyaki), littéralement okonomi (お好み, « ce que vous aimez / voulez ») et yaki (焼き, « grillé »), est un plat japonais composé d'une pâte qui enrobe un nombre d'ingrédients très variables découpés en petits morceaux, le tout cuit sur une plaque chauffante.
C'est un plat typiquement japonais n'ayant pas vraiment d'équivalent occidental, souvent comparé à la pizza, au pancake ou encore à l'omelette, rappelant l'omelette moyen-orientale appelée ejjeh. Il connaît de nombreuses déclinaisons dans le pays: les variantes les plus connues sont celles d'Osaka et celle d'Hiroshima, le monjayaki (もんじゃ焼き) tokyoïte, le negiyaki (ねぎ焼き) ou encore le modan-yaki (モダン焼き).
Il est souvent servi dans des restaurants spécialisés, où on peut parfois réaliser son okonomiyaki soi-même en utilisant un teppan intégré à la table.

## Histoire
L'ancêtre le plus connu de l'okonomiyaki pourrait être le funoyaki (麩の焼き), une sorte de crêpe, utilisé lors de cérémonies bouddhistes, même s'il est difficile d'y retrouver les éléments caractéristiques de l'okonomiyaki actuel. Les premières mentions des funoyaki remontent au XVIe siècle. Cependant, si le maître de thé Sen no Rikyū les mentionne, leur composition reste pure spéculation ; les funoyaki pourraient avoir contenu du gluten de blé (fu). À la fin de la période Edo, le funoyaki était probablement une crêpe fine cuisinée sur une marmite et recouverte de miso sur une face,.
Une variante de ce plat contenant du nerian (練餡) (pâte de haricot rouge) nommé gintsuba (銀つば) apparut à Kyoto et Osaka, puis fut rebaptisé lors de son importation à Edo (Tokyo) kintsuba (金つば). Le sukesōyaki (助惚焼), spécialité de Kōjimachi est une version modifiée de ce plat.
Durant l'ère Meiji, la confection du plat passa des monastères au dagashiya (駄菓子屋, magasin de confection informel), et fut rebaptisé mojiyaki (文字焼き). Après le séisme de 1923 de Kantō, les gens manquaient d'équipements de cuisine, et il devint habituel de cuisiner ces crêpes qui ne demandaient pas beaucoup de matériel. Le plat gagna en popularité, et bientôt des versions non plus sucrées, mais salées apparurent, contenant poisson, légumes et viandes diverses.
Une fusion de ce plat et de l'influence occidentale aboutit à l'ancêtre de l'okonomiyaki, le issen yōshoku (一銭洋食, nourriture occidentale à 1 sen). Créé à Kyoto vers l'ère Taishō, il utilise de la sauce Worcestershire et de l'échalote émincée. Cependant, le plat était plutôt un snack, comparable dans sa forme au cong you bing (葱油饼, gâteau à l'huile et cébette) chinois.
Ce n'est qu'après la guerre que, le riz étant devenu rare, la consommation de ces galettes devint coutumière : elles permettaient, en y ajoutant plus d'éléments solides, de constituer un repas en se passant de riz.

## Ingrédients
La pâte est faite d'œuf, de farine de blé et de dashi, auxquels on rajoute du chou blanc. Cette pâte est ensuite cuite sur la plaque chauffante avec divers ingrédients, soit incorporés à la pâte, soit étalés en couche au-dessus de la pâte. Parmi les ingrédients les plus répandus laissés à la volonté du consommateur, on peut citer : porc, dinde, seiche, crevettes, kimchi, fromage, aonori, œuf, tenkasu (des morceaux de tempura), mochi, et ciboule.
À la fin de la cuisson, l'okonomiyaki est généralement recouvert d'une ou plusieurs garnitures, souvent au minimum de mayonnaise et d'une couche de sauce okonomi, disposées de manière décorative. On peut aussi trouver une garniture de katsuobushi, aussi appelée « poisson dansant » : la chaleur aura pour effet de faire danser les lamelles de hanakatsuo (petits copeaux rose-brun de katsuobushi). On peut aussi trouver de petites algues vertes appelées aonori, ou encore des oignons verts hachés sur la préparation.

## Recettes régionales
Il en existe plusieurs types, les deux plus connues étant celle d'Hiroshima et d'Osaka. Le terme okonomiyaki correspond le plus souvent à la variante d'Osaka ou plus largement du Kansai, où les ingrédients sont mélangés tous ensemble sans faire de couches successives. La base de la galette contient du tororo, du nagaimo râpé. Il existe aussi le type monja ou monjayaki (もんじゃ焼き) à Tokyo. Les ingrédients sont finement hachés et mélangés à la pâte avant d’être rissolés. La pâte est beaucoup plus coulante que l’okonomiyaki.
Dans la variante d'Hiroshima, souvent appelée Hiroshimayaki, les ingrédients sont disposés en couches individuelles, et une couche de pâtes (udon ou soba) est utilisée.

### Variante du Kansai
Dans la variante du Kansai, du tororo (igname, nagaimo râpé) est ajouté à la pâte de base, et les ingrédients sont mélangés à la pâte avant que le tout soit cuit sur un teppan ou dans une poêle avant d'être retourné.
Sur ces bases, certaines variantes existent, comme parfois une couche de pâtes (udon ou soba) est ajoutée à la variante d'Osaka. On parle alors de modan-yaki (モダン焼き), dont le nom pourrait être dérivé du mot anglais modern (moderne) ou de la contraction de 盛りだくさん (mori dakusan), signifiant « beaucoup » ou « empilé », en référence au volume que les nouilles représentent. Negiyaki (ねぎ焼き) est une version plus fine contenant beaucoup de ciboules, se rapprochant du pajeon coréen ou du cong you bing (葱油饼, galette grasse à la cébette) chinois.

### Variante d'Hiroshima
Le plat se prépare en couches successives sur un teppan (plaque chauffante) avec tout d’abord la « crêpe » faite d’un mélange de farine de blé et de poissons séchés réduits en poudre et d’eau, ensuite on y place du chou coupé en lamelles, puis au choix des morceaux de viande (porc en lamelles), des crevettes, du poulpe, du calamar, etc., puis viennent les nouilles (soba ou udon) sans oublier d’asperger le tout avec la fameuse sauce okonomi, faite d’un mélange de vinaigre de saké, de miel et de purée de légumes. Après cela, on retourne l’ensemble sur des œufs brouillés cuits sur la même plaque et on laisse le tout cuire jusqu’à ce que le chou soit tendre et la viande bien cuite.
Comparée à celle du Kansai, la quantité de chou est supérieure, et la présence des nouilles en fait un repas consistant.

### Autres variantes régionales
- Le district de Tsukishima, situé à Chūō dans Tokyo est connu pour ses okonomiyaki et monjayaki. La rue principale de ce district est appelée « rue Monja[12] ».
- À Hamamatsu, du takuwan (daikon mariné) est ajouté.
- À Okinawa, l'okonomiyaki est appelé hirayachi (ヒラヤーチー?) et est plus mince qu'ailleurs.
- À Hinase (préfecture d'Okayama), des huîtres (kaki) sont mélangées avec le okonomi-yaki, ce qui donne du kaki-oko.
- À Kishiwada (Osaka), une variante appelée kashimin-yaki (かしみん焼き?) remplace le porc par du poulet et du suif.
- À Fuchū (Hiroshima), on préfère la viande hachée plutôt que la poitrine de porc.
- Dans la préfecture de Tokushima, du kintoki-mame est ajouté.

## Consommation

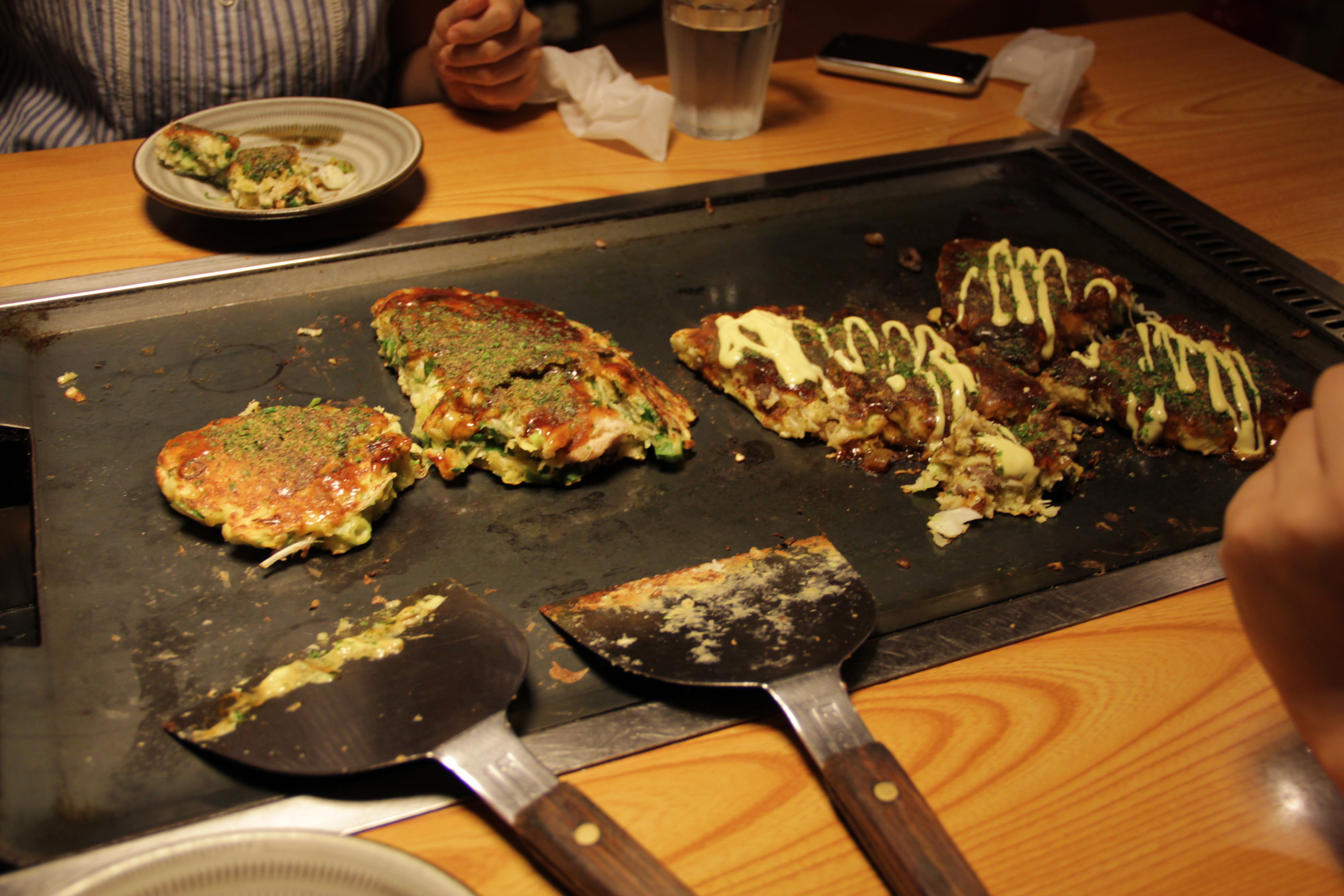
Okonomiyaki en cours de préparation dans un restaurant où un teppan est intégré à la table. Il y a deux types de kote : celle pour découper lokonomiyaki dans son assiette (en haut et en bas) et celle pour la cuisiner (au centre sur le teppan)

L’okonomiyaki est servi chaud, dès la cuisson achevée. On le coupe souvent en parts, un peu comme une pizza, à l'aide d'une spatule pouvant aussi servir à sa préparation appelée kote.

### Restaurants dans le monde
Au Japon, il est facile de trouver des restaurants spécialisés dans les okonomiyaki, surtout dans le Kansai et dans la ville de Hiroshima (plus de 2 000 à Hiroshima). La configuration de ces restaurants varie : dans certains, un comptoir assez long permet au chef de préparer les plats en face du consommateur ; il est aussi possible que la cuisine soit séparée de la salle ; enfin, il existe des restaurants dans lesquels les tables incluent un teppan pour que le client prépare lui-même son okonomiyaki. Dans ce dernier cas, on passe la commande, puis le serveur donne un bol contenant tous les ingrédients demandés par le client, la réalisation de l'okonomiyaki étant laissée à la discrétion de celui-ci.
Tout comme il en existe pour les yakitori, il y a aussi des sortes de parcs à thème ayant pour unique thème les okonomyaki. Souvent constitué d'un immeuble contenant plusieurs restaurants servant tous le même type de plat, le parc offre un panel de variantes régionales de ce plat. À Hiroshima, il existe pas moins de trois parcs à thème alimentaire ayant pour unique thème ce plat. Okonomimura (de okonomiyaki et de mura signifiant village), à Naka-ku (Hiroshima), spécialisé dans les okonomiyaki, était le parc à thème basé sur la nourriture préférée des familles japonaises à Hiroshima d'après un sondage d'avril 2004,.
Si les restaurants spécialisés dans les okonomiyaki sont courants au Japon, il est plus rare d'en trouver en Occident ; il en existe pourtant partout dans le monde et en Europe, certains spécialisés dans les okonomiyaki, d'autres le proposant parmi divers plats d'une carte ; la plupart ne permettent pas de préparer son okonomiyaki soi-même,.

### Accompagnement
En général, l'okonomiyaki est accompagné de bière.

## Galerie

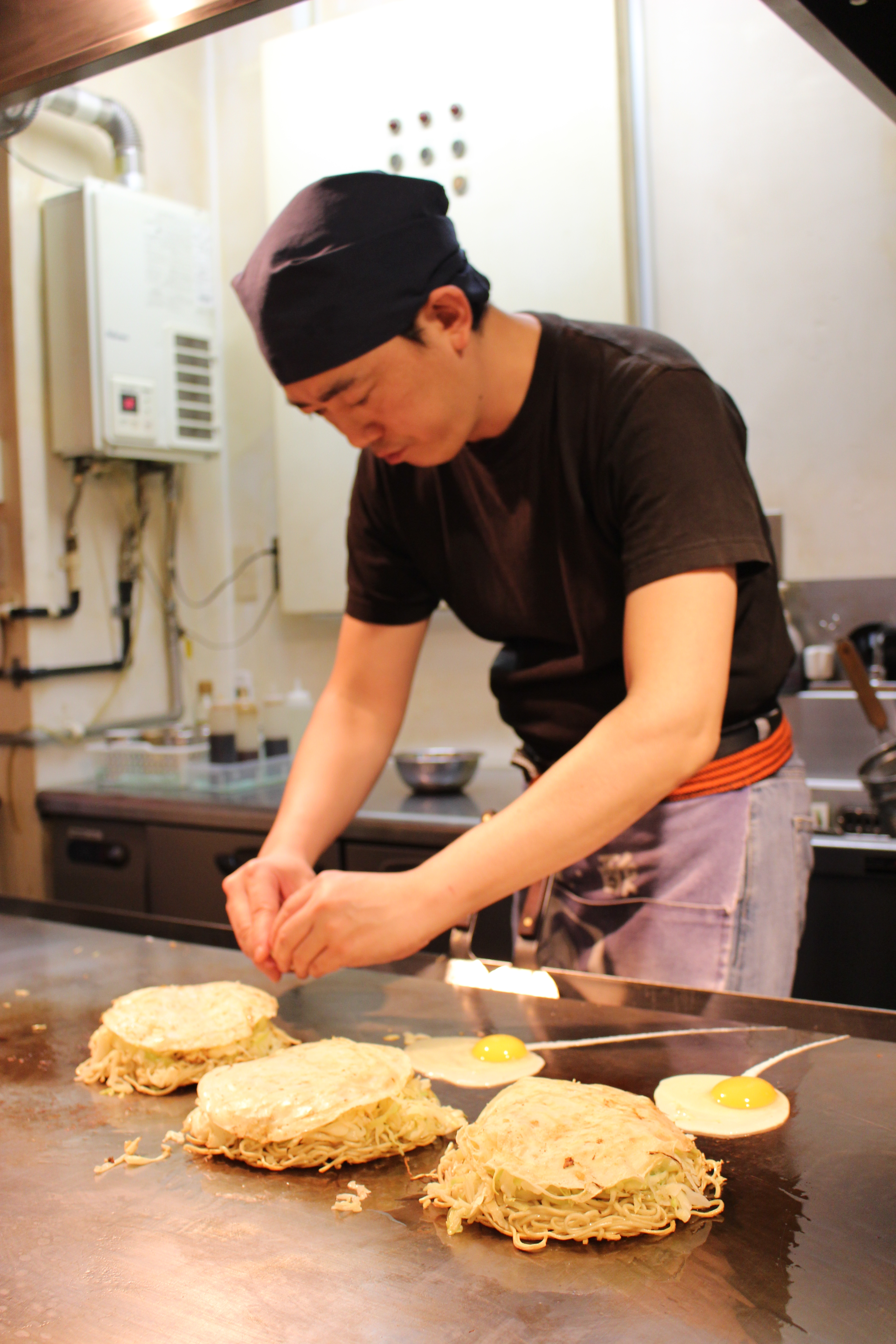
La préparation d’okonomiyaki, dans un restaurant d’Hiroshima.
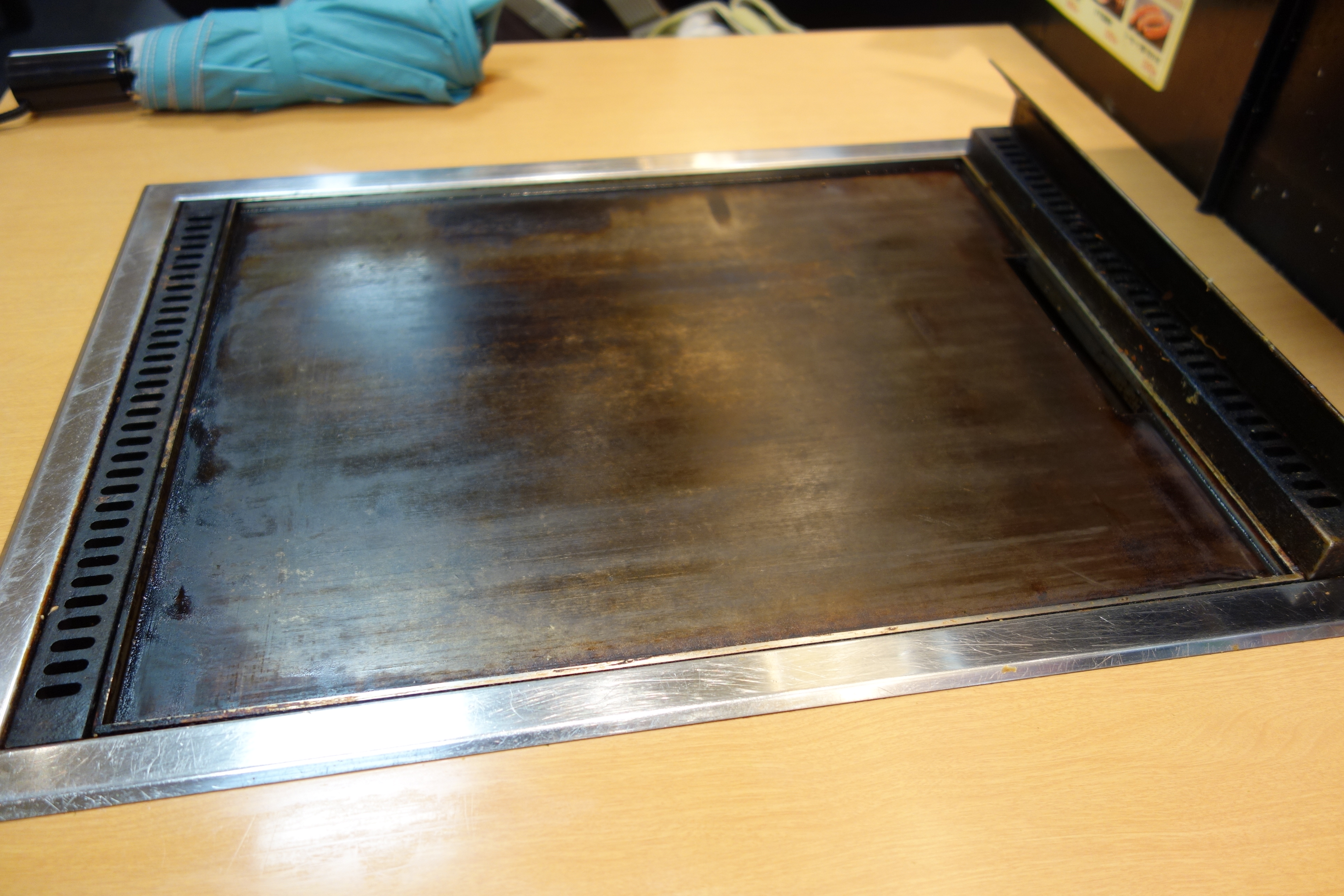
Teppan pour okonomiyaki dans un restaurant.
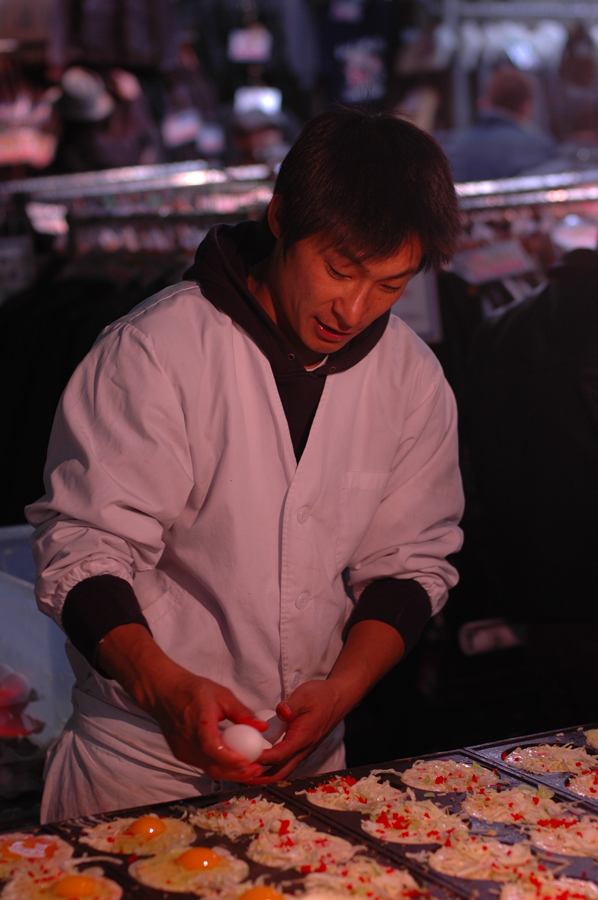
Osakayaki, une variété d'okonomiyaki, ici préparés à la chaîne.
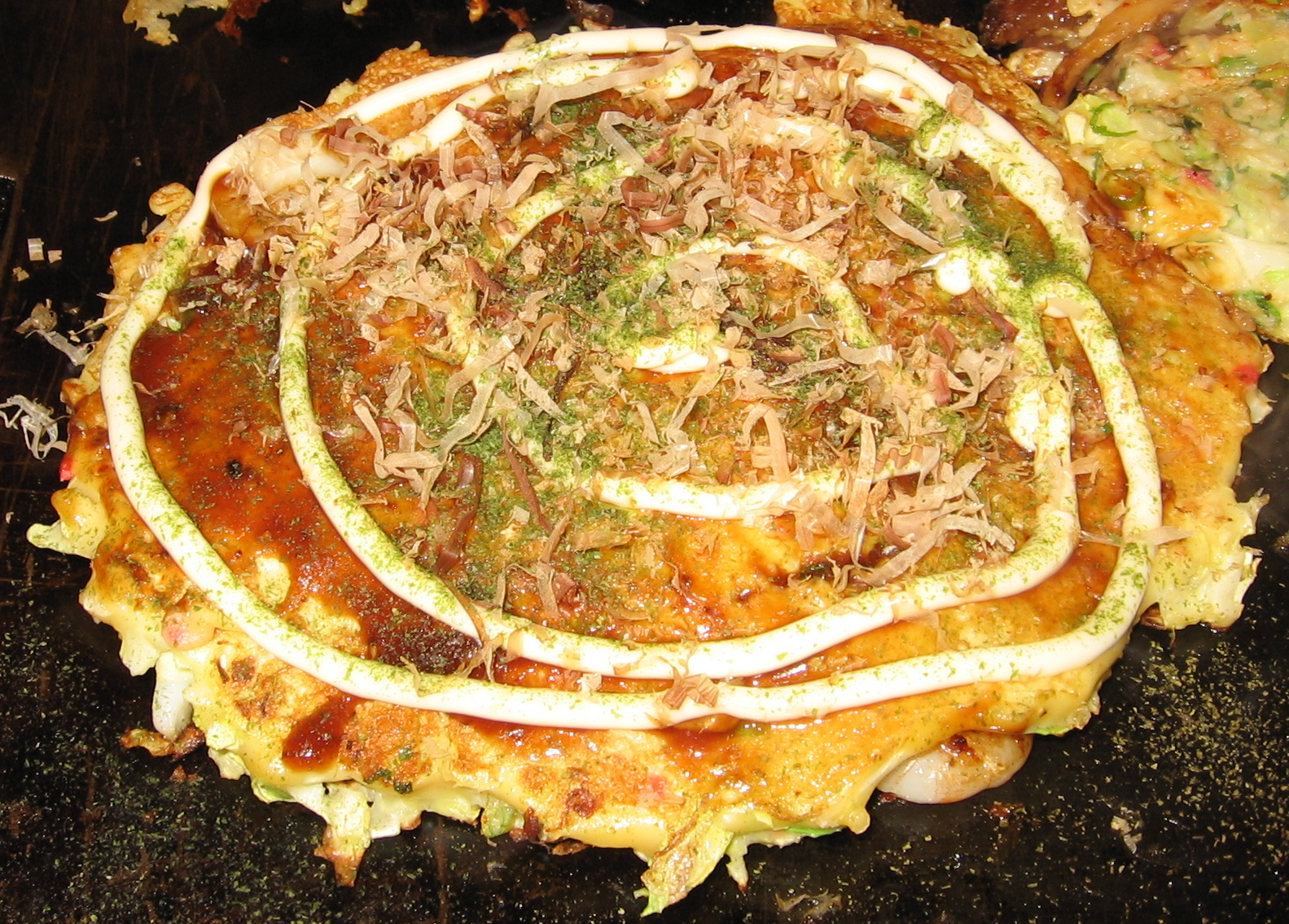
Okonomiyaki du Kansai.
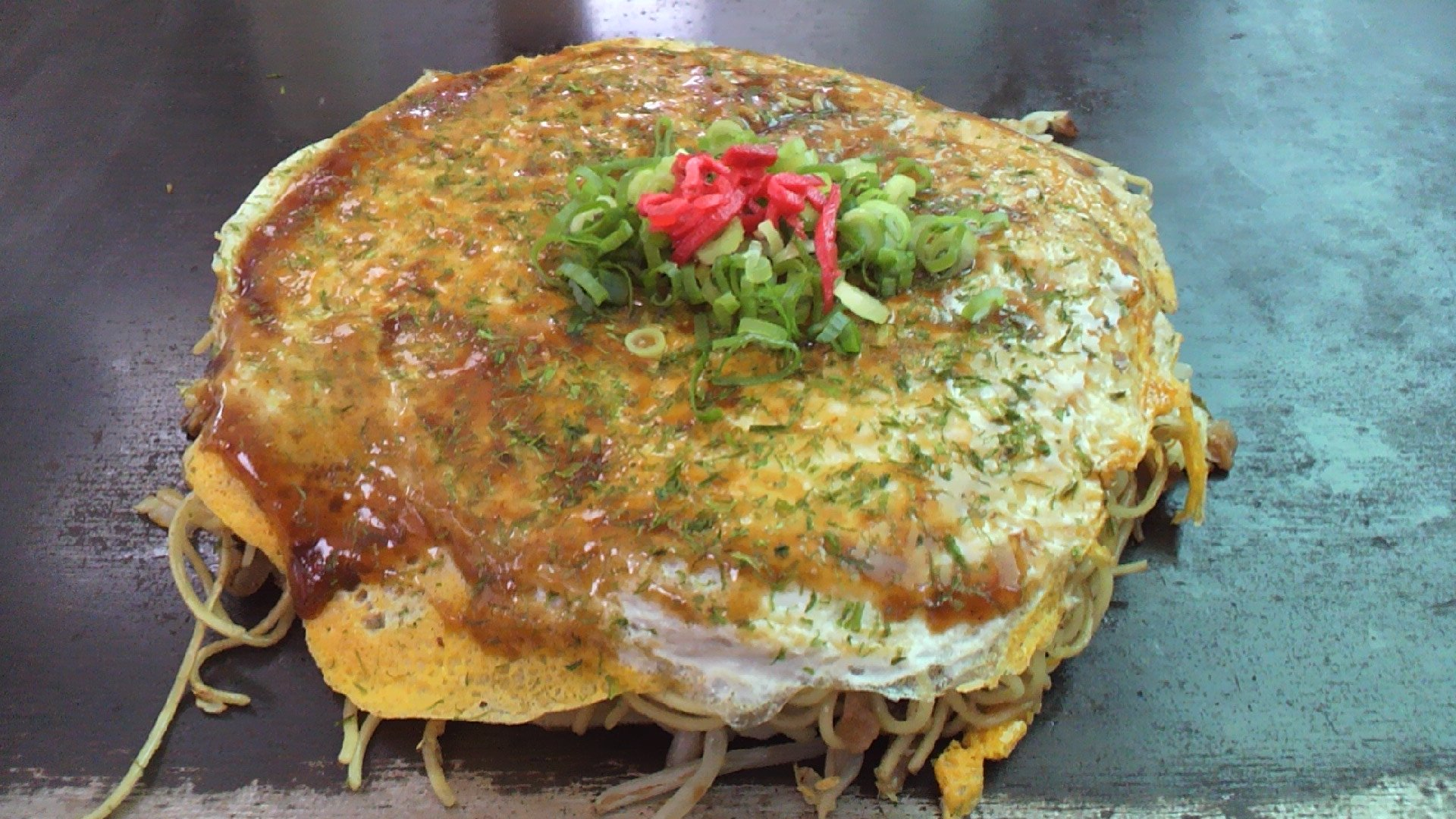
Okonomiyaki d'Hiroshima.
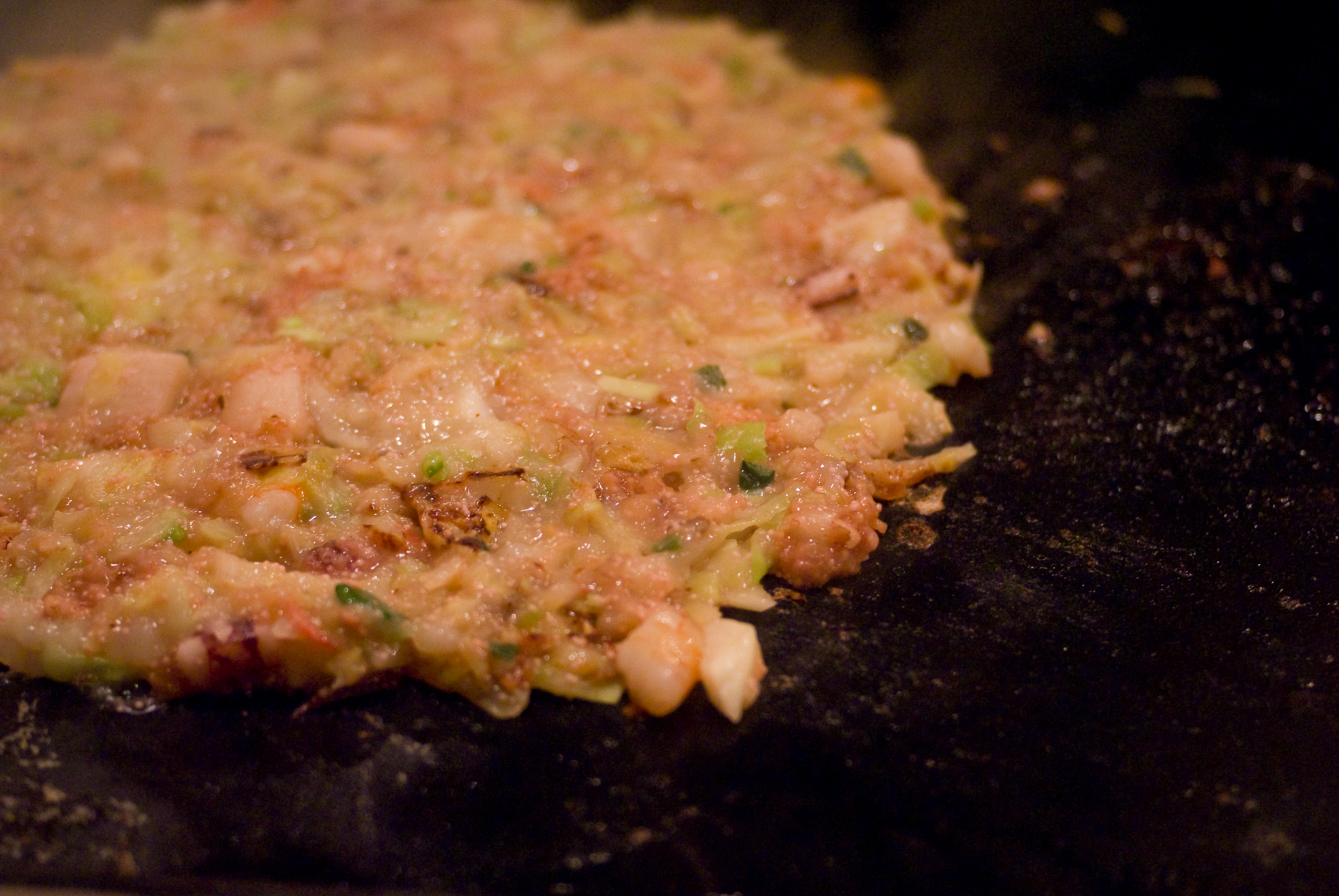
Monjayaki.
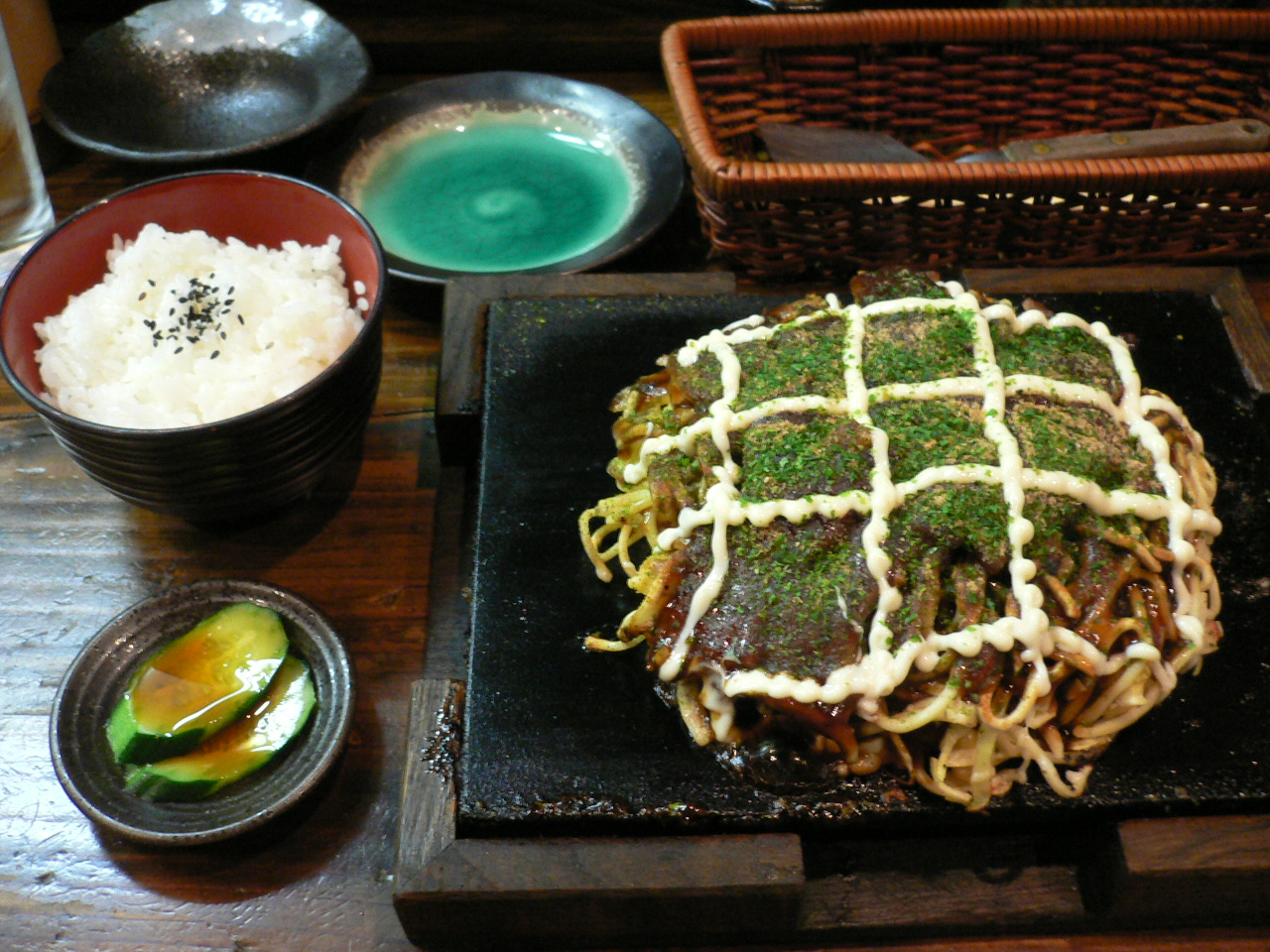
Modern-yaki sur un teppan de table.
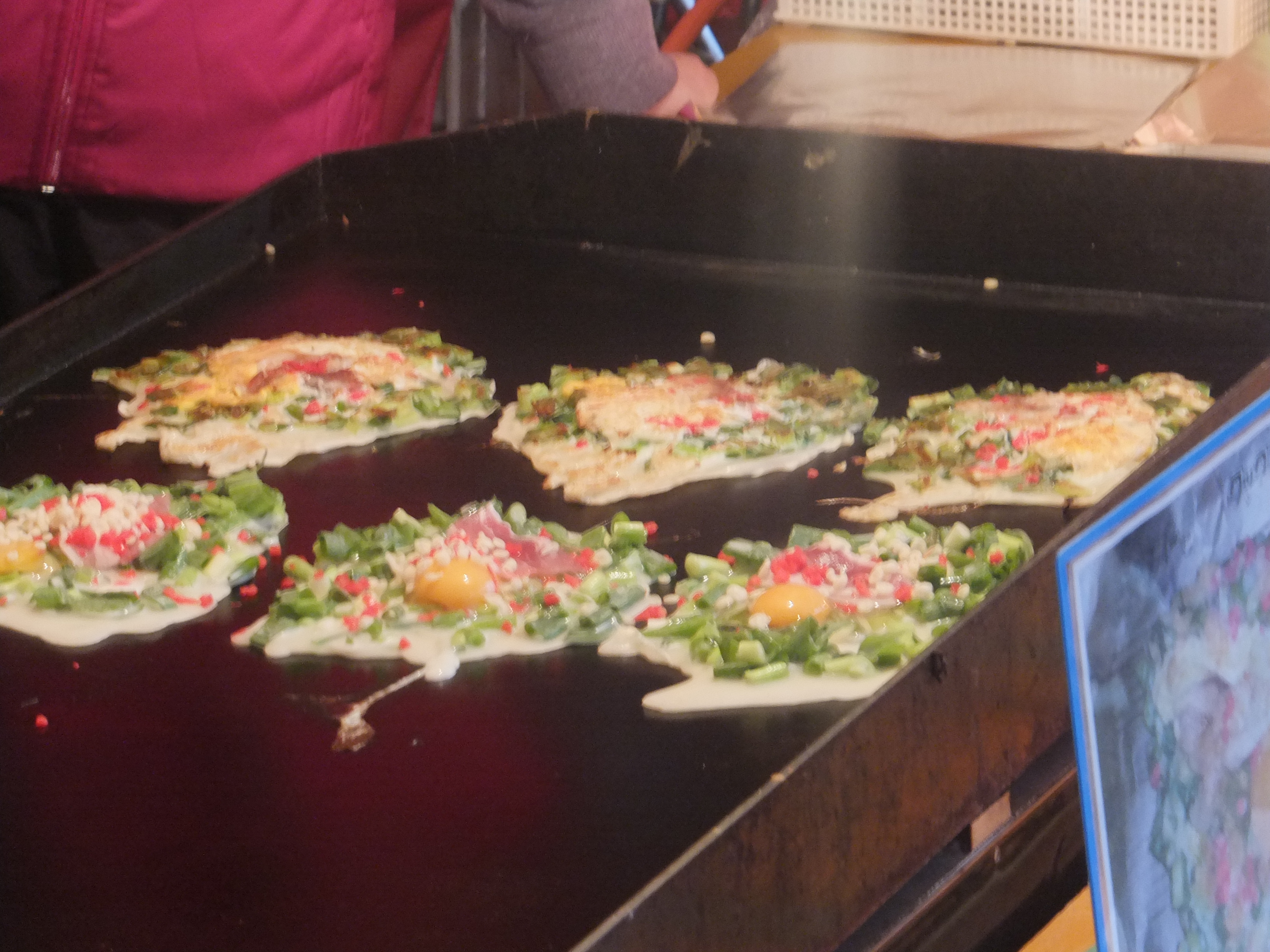
Negiyaki.
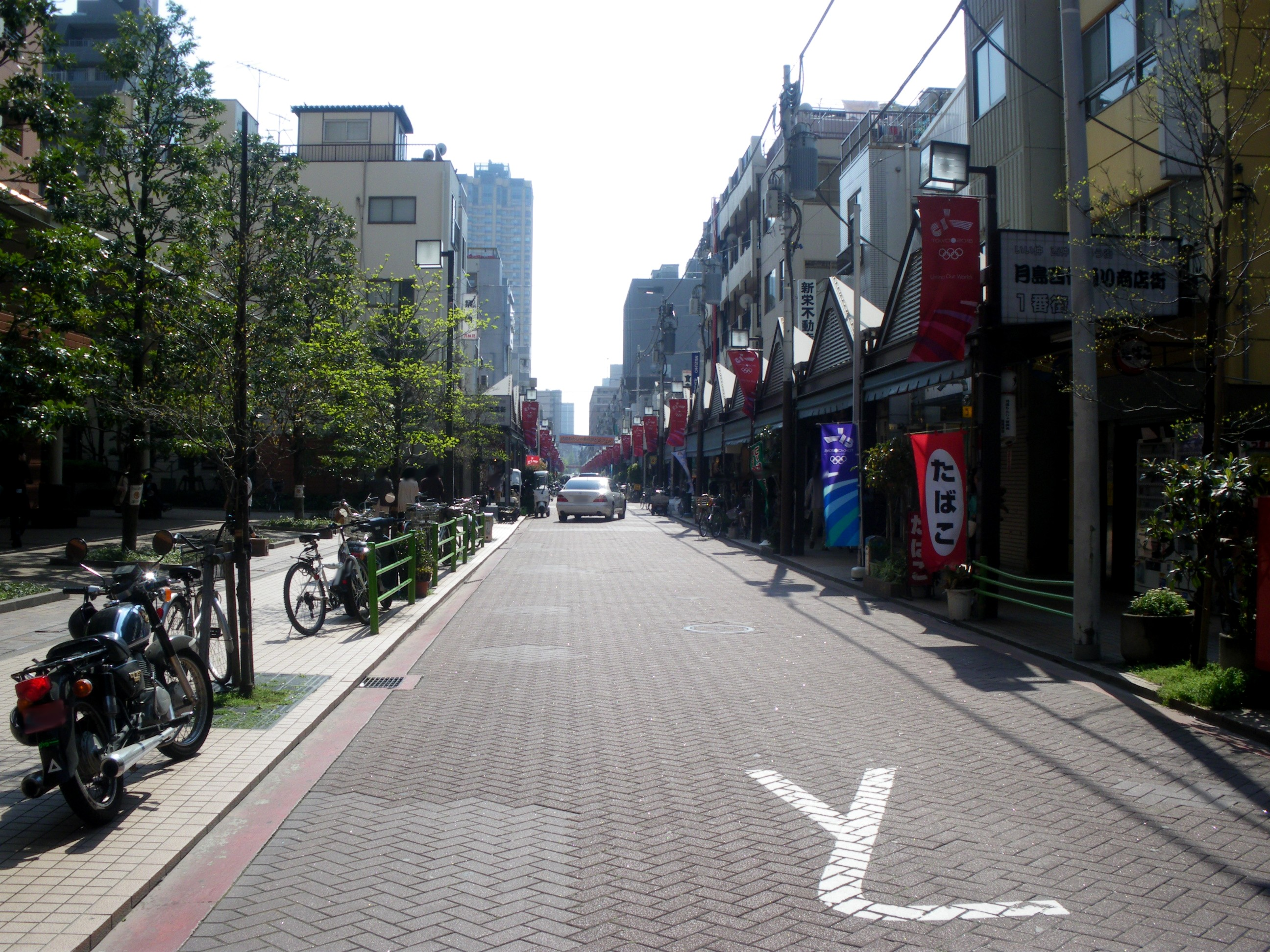
Rue Monja à Tsukishima.
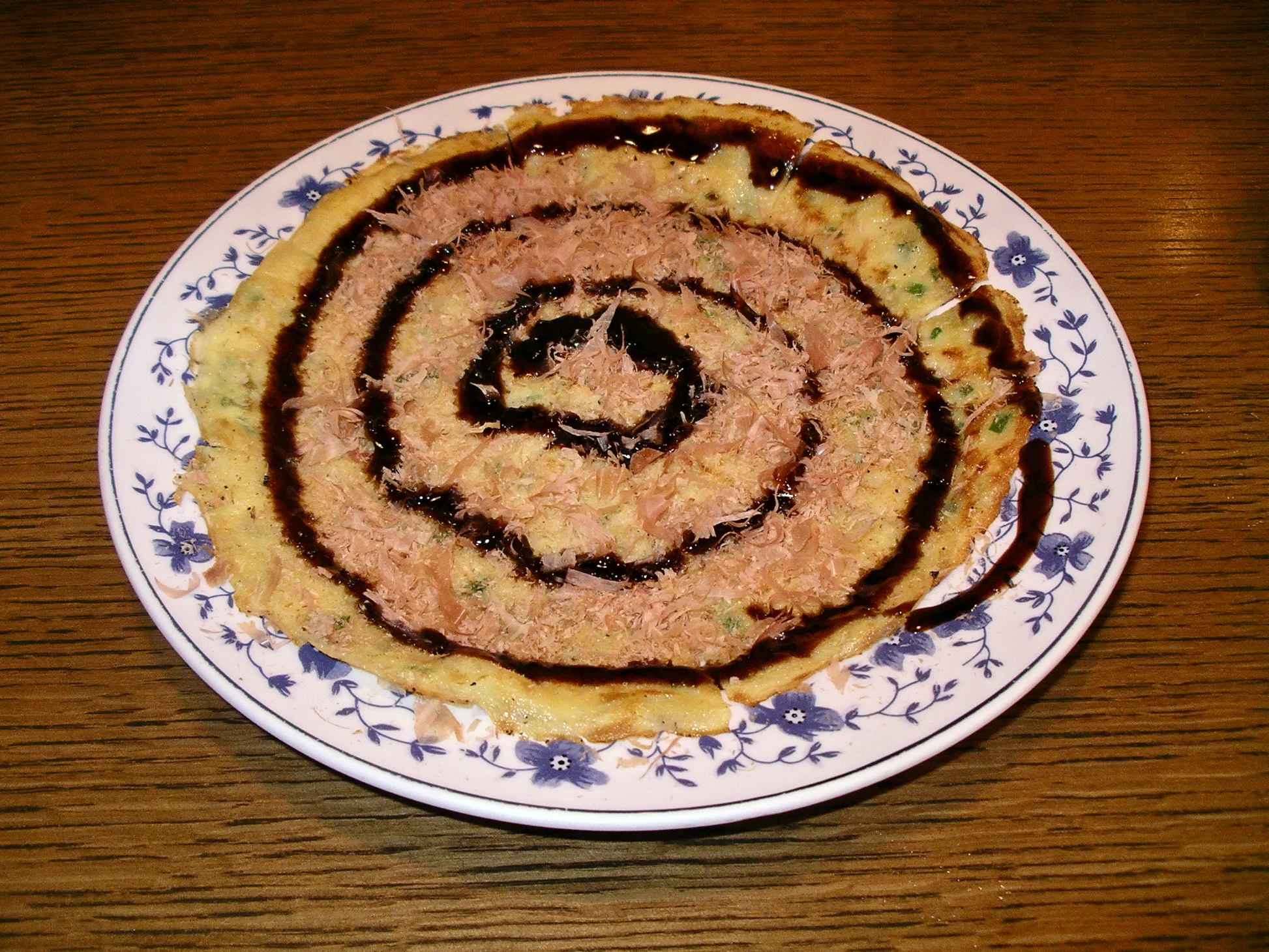
Hirayachi.
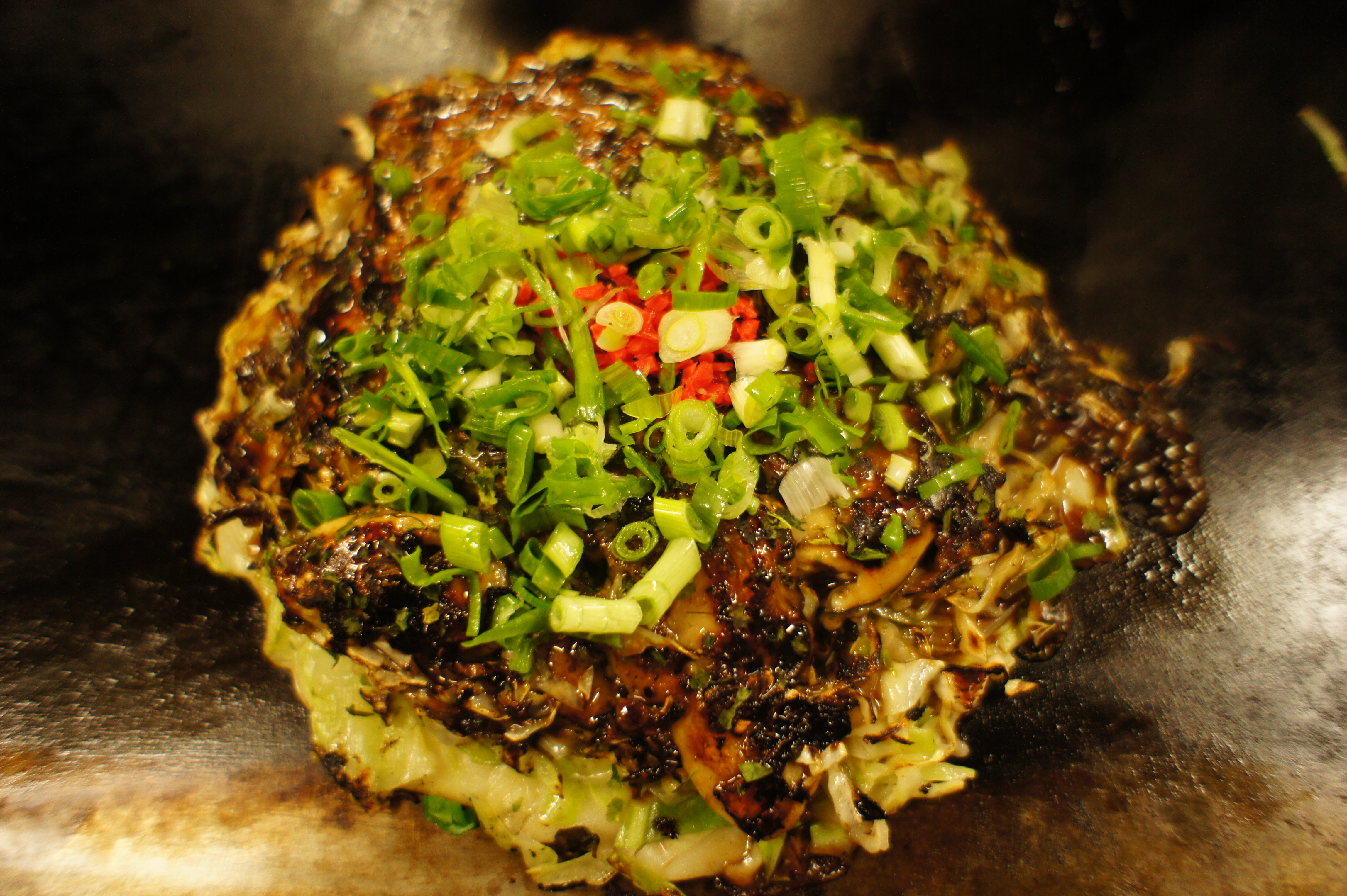
Kakioko de Hinase.
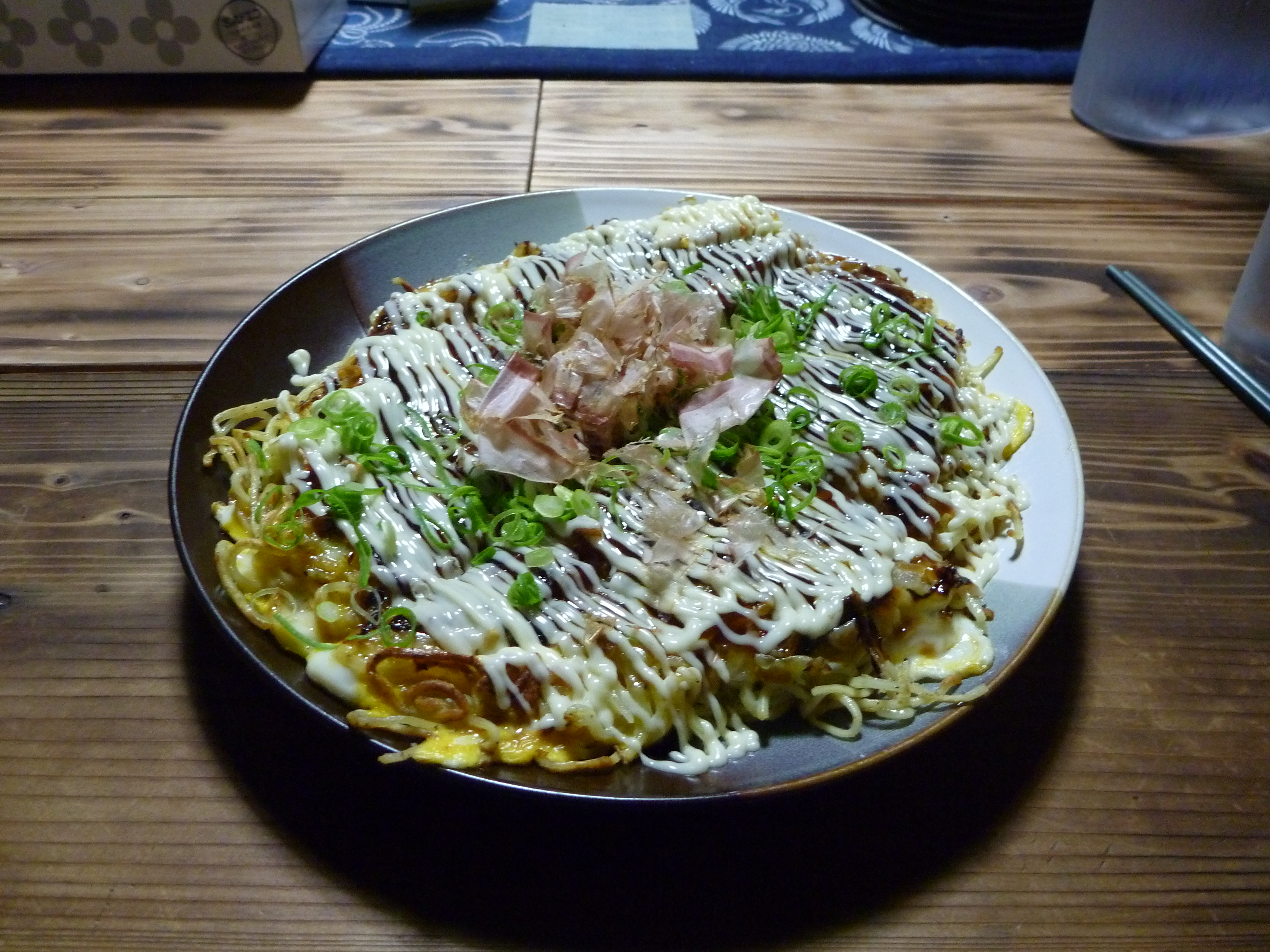
Okonomiyaki de Fuchū.
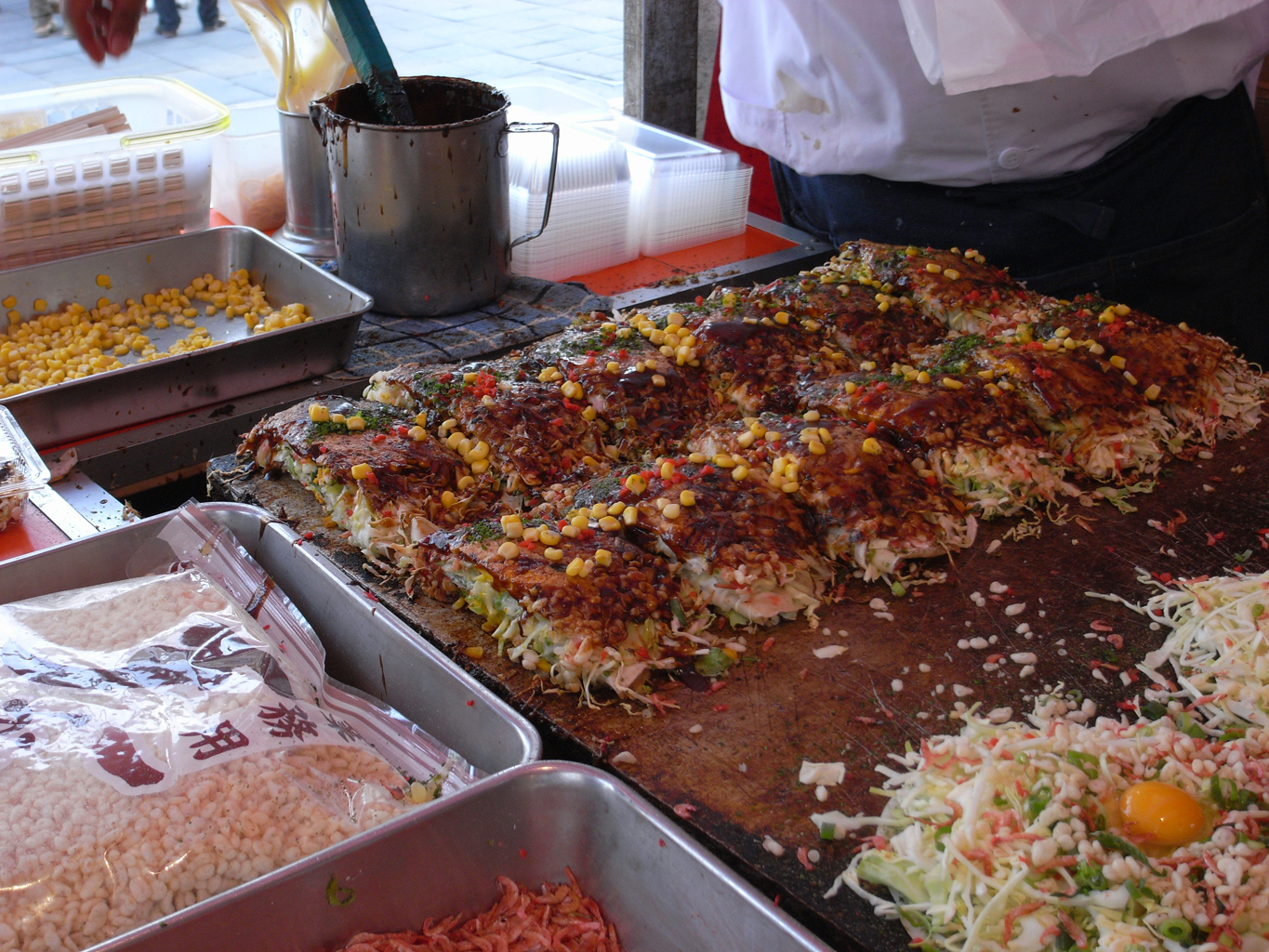
Okonomiyaki au temple de Mishima.